# Alessio Mosele (Cesare)
Alessio Mosele (greco antico: Ἀλέξιος Μωσηλέ, Alexios Mousele; fl. 836 - 842) è stato un nobile e generale bizantino, sposato con Maria, figlia dell'imperatore Teofilo, e per un periodo erede al trono.

## Biografia
Le origini di Alessio sono ignote. È stato scritto che, insieme al fratello Teodosio, patrizio di corte, fosse un discendente della famiglia Krenites, ma potrebbe anche essere figlio o nipote di Alessio Mosele, generale sotto Costantino VI. 
Nell'estate 836 Alessio guidò una campagna contro i bulgari della Tracia, recuperando i territori bizantini fra i fiumi Nestos e Strymon e ristabilendo il collegamento fra la Tracia e Salonicco. Celebrò il suo successo fondando una nuova città, Cesaropoli, e rientrò a Costantinopoli. Alessio probabilmente seguì Teofilo nella sua campagna dell'837 contro Melitene e prese parte al successivo trionfo. 
Tra l'838 e l'839 Alessio sposò la principessa Maria, ultima figlia dell'imperatore Teofilo, che all'epoca non aveva più di un anno. Con quel gesto Teofilo, che non aveva figli maschi, intese a indicarlo come erede, almeno provvisoriamente. Nell'arco di pochi anni, Alessio venne promosso patrizio, anthypatos, magistros e infine Cesare. 
Nell'838 Alessio venne inviato contro gli arabi stanziati in Sicilia, che obbligò ad abbandonare l'assedio di Cephaloedium. Dopo una serie di vittorie, tuttavia, fu sconfitto alla fine dell'anno, quando gli arabi ricevettero rinforzi dall'Africa e dal Medio Oriente.  
Nell'842 venne accusato di collusione col nemico arabo e di aver congiurato per assassinare e usurpare l'imperatore. Teofilo gli inviò allora Teodoro Critino, arcivescovo di Siracusa, per convincerlo a rientrare nella capitale sotto la protezione imperiale. Una volta a Costantinopoli, invece, Alessio fu privato dei suoi titoli, torturato e imprigionato. L'arcivescovo criticò Teofilo per non aver mantenuto la sua parola durante un sermone nella chiesa di Santa Maria delle Blacherne, e per tutta risposta fu esiliato. Teofilo cedette solo quando anche il patriarca Giovanni gli si mise contro, convincendolo a richiamare Teodoro e liberare Alessio.  
Tuttavia, Alessio non era ormai più necessario come erede, essendo nato due anni prima il figlio di Teofilo, Michele, e fu perciò rinchiuso in un monastero di Chrysopolis che lui stesso aveva fondato, sparendo dalle fonti.